# 太原科技大学
太原科技大学是一所位于中国山西省太原市的公立综合性大学。

## 历史沿革
1952年，山西省工业厅创办山西省机械制造工业学校，并聘请内燃机制造专家支秉渊先生担任校长。
1953年，山西省机械制造工业学校改名为太原机械制造学校，并划归中华人民共和国机械工业部管理。
1958年，太原机械制造学校开始招收第一批本科生。
1960年，太原机械制造学校改名为太原重型机械学院。
1981年，太原重型机械学院开始招收第一批研究生。
1984年1月，国务院学位委员会正式下文通知太原重型机械学院获得硕士学位授予权（全国第二批）。
1998年，太原重型机械学院下放地方，改为教育部与山西省共建共管，以山西省管理为主。
2004年5月，教育部通过太原重型机械学院更名为太原科技大学的评议。
2004年10月，太原重型机械学院正式更名为太原科技大学。
2004年12月，太原科技大学获得高校教师副教授评审权。
2005年10月，太原科技大学申请获得博士授予权通过专家组评审。
2006年1月，国务院学位委员会正式下文通知太原科技大学获得博士学位授予权（全国第十批）。

## 教研單位
机械工程学院
材料科学与工程学院
环境科学与工程学院
应用科学学院
电子信息工程学院
经济与管理学院
计算机科学与技术学院
法学院
人文社科学院
安全与应急管理工程学院
外国语学院
设计与艺术学院
体育学院
继续教育学院
车辆与交通工程学院
马克思主义学院
化学与生物工程学院
研究生学院

## 学校规模
学校秉承“负重奋进，笃行求实”的精神，经过近七十年不懈努力，现已发展成为一所以工为主，文理科为两翼，装备制造主流学科特色鲜明，理学、工学、法学、文学、经济学、管理学、艺术学、教育学等八大学科门类相互支撑，学士、硕士、博士多层次教育合理衔接的教学研究型大学。
学校现有本科专业66个，其中，国家级综合改革试点专业1个，国家级特色专业建设点5个，省级特色专业7个，省级优势特色专业6个，省级品牌专业11个，国家级一流专业7个，省级一流专业 25个，通过工程教育专业认证的专业7个，有国家级实验教学示范中心1个，虚拟仿真实验教学示范中心2个，国家虚拟教研室建设项目1个、国家课程思政示范课程1门，省级认定产业学院1个。省级及以上一流课程58门。
学校现有省级“1331工程”优势特色学科1个，服务产业创新学科群2个，省级重点学科3个,省级重点建设学科15个，工程学、计算机科学、材料科学3个学科位列ESI全球前1%；拥有一级学科博士学位授权点3个，一级学科硕士学位授权点18个；拥有工商管理（MBA）、法律、社会工作、电子信息、机械、材料与化工、资源与环境、能源动力、交通运输、工程管理10个硕士专业学位授权点；设有机械工程、材料科学与工程博士后科研流动站。
学校现有国家级协同创新中心1个；省部共建国家重点实验室培育基地1个；教育部工程研究中心1个；国家地方联合工程研究中心1个；省级重点实验室7个、省级工程（技术）研究中心14个，省级（科技）创新团队8个；省级高等学校人文社科重点研究基地3个；省级重点马克思主义学院1个；省级协同创新中心2个；省级中试基地1个；其他类型平台14个。